# بر

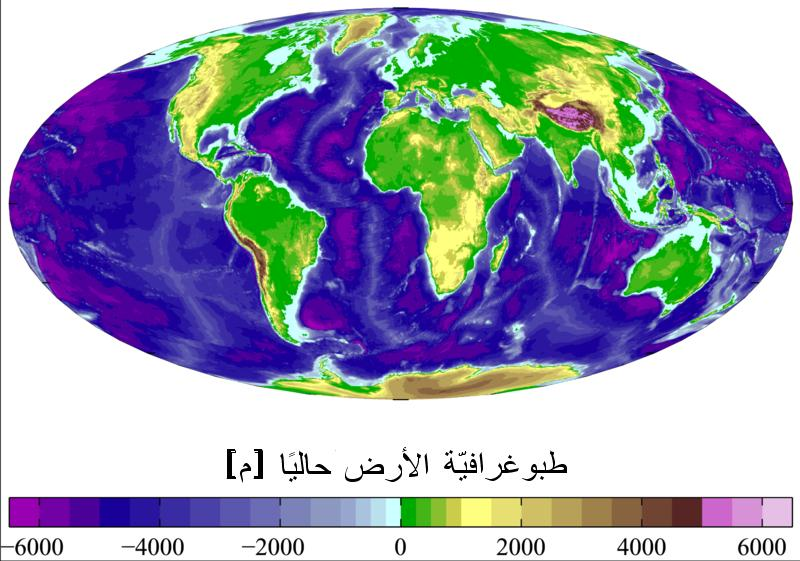
Map showing الأرض's land areas, in shades of green and yellow.

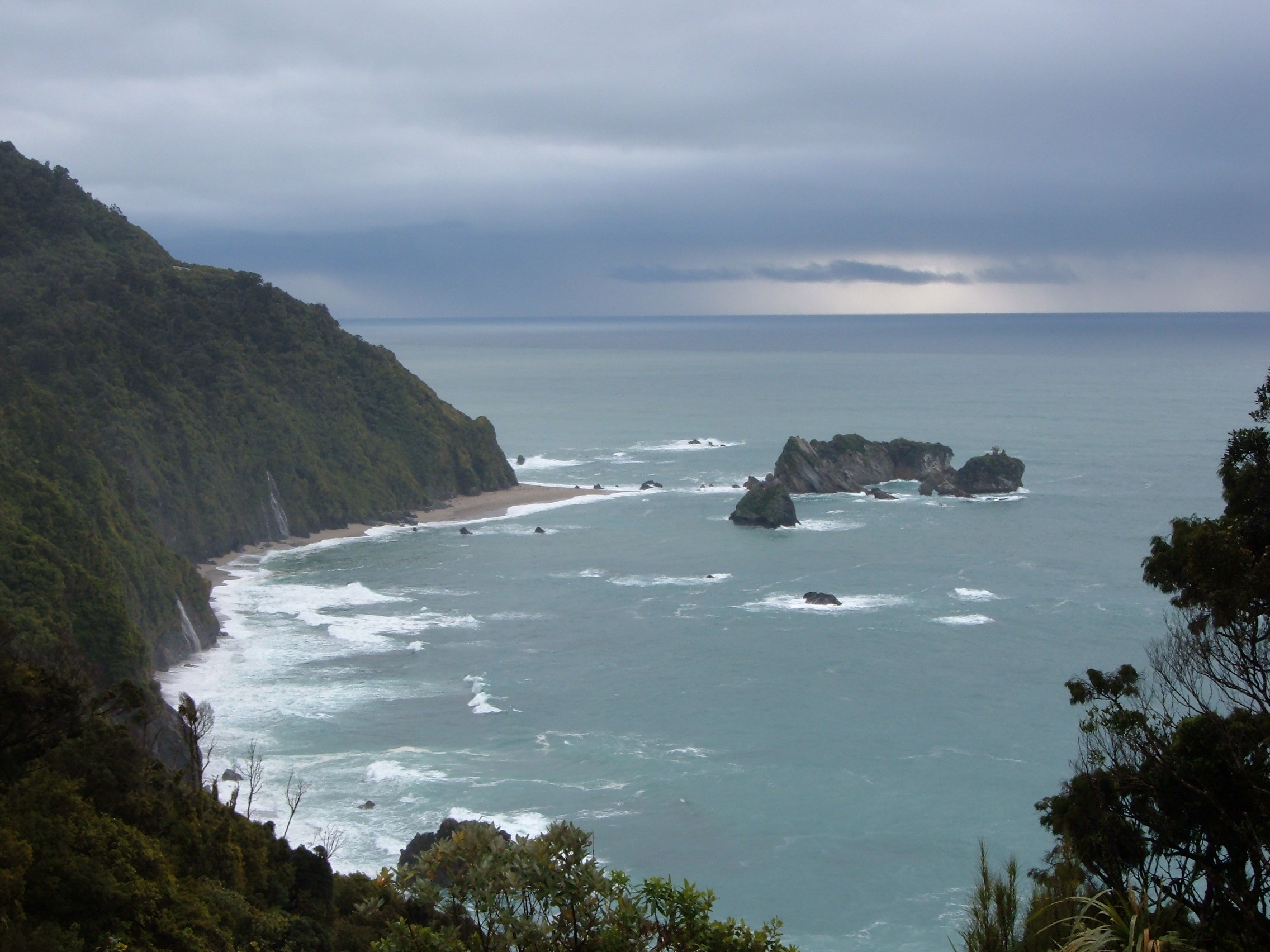
Rugged coastline of Knight's Point، نيوزيلندا

البر، ويشار إليه أحيانا باسم اليابسة أو الأرض الجافة (بالإنجليزية: Dry land)‏، هو سطح صلب من الأرض لا تغطيه المياه بشكل دائم. الغالبية العظمى من النشاط البشري حدث على مر العصور في المناطق البرية التي تُمكن الزراعة وتحتوي موارد طبيعية مختلفة.

## روابط خارجية
- International Association of Geomorphologists
- PhysicalGeography.net educational website